# Sankt Serafim av Sarovs och Helgonen i Kursks synaxis kyrka
Sankt Serafim av Sarovs och Helgonen i Kursks synaxis kyrka (ryska: Храм Святого Серафима Саровского и Собора Курских Святых) är en rysk-ortodox träkyrkobyggnad belägen vid Sojuznaja-gatan 20-a i staden Kursk i Kursk oblast, i den västra delen av europeiska Ryssland.
Kyrkan är helgad åt Sankt Serafim av Sarov och Helgonen i Kursks synaxis. Den tillhör Kurks stift.

## Historik
Grundstenen till Sankt Serafim av Sarovs och Helgonen i Kursks synaxis kyrka invigdes den 1 augusti 2003 av metropolit Juvenalyj av Kursk och Rylsk. I september samma år installerades en tillfällig ikonostas och ett altare.
Byggandet av kyrkan började den 25 oktober 2004. I slutet av juli 2006 installerades ett kors och den största kupolen.
Den 30 juli året efter restes ytterligare 4 mindre kupoler. Den 1 augusti samma år invigdes kyrkan och altaret av ärkebiskop German av Kursk och Rylsk. Samma dag hölls den första gudomliga liturgin i kyrkan.
År 2009 slutfördes målningen av ikoner för ikonostasen.
Den 1 augusti 2013 invigdes klockorna.

## Kyrkan
- Kyrkan har två våningar. Den övre våningen har en total yta på 140 m². På undervåningen finns ett doprum, refektorium och en tvättstuga.[2]
- De viktigaste objekten i kyrkan är två ikoner som föreställer Sankt Nikolaus av Myra och Sankt Serafim av Sarov. Det finns också en ikon föreställande patriark Tichon av Moskva.[2]